# Abdʿobodat
Abdʿobodat (nabatäisch ʿbdʿbdt), Sohn des Wahballahi, war ein Nabatäischer Steinmetz, der im zweiten Viertel des 1. Jahrhunderts in Hegra wirkte.
Abd’obodat war offenbar ein erfolgreicher Handwerker. Der Steinmetz, der in der Nachfolge seines Vaters und seines Onkels Abdharetat mindestens eine Werkstatt in der zweiten Generation betrieb, wird durch Inschriften an fünf der für Hegra typischen Treppengrabfassaden als ausführender Handwerker genannt. Vier der Fassaden können aufgrund der Inschriften in die Regierungszeiten der Könige Aretas IV. und Malichus II. datiert werden. Es handelt sich um die Jahre 31/32 in der zwei Fassaden fertiggestellt wurden, 42/43 und 50/51. Die fünfte Fassade ist undatiert, kann aber fraglos in denselben Zeitraum datiert werden. Die beiden frühesten Fassade schuf er gemeinsam mit Ruma, die letzte mit Afsa und Hani’u. Auf zwei weiteren Graffiti ist er genannt, einmal gemeinsam mit seinem Sohn Karibu.
Abd’obodat gilt als der Hauptvertreter einer der beiden Hauptschulen der nabatäischen Steinmetze, zu ihr gehörten sein Vater, sein Onkel und die genannten Mitarbeiter. Zwei weitere Grabfassaden werden aufgrund stilistischer Untersuchungen der Schule zugewiesen, wahrscheinlich ist Abd’obodat als ausführender Steinmetz anzusehen. Sein Sohn Aftah gilt als Hauptvertreter der zweiten Schule.